# 火星探査機
火星探査機（かせいたんさき）は、火星探査のために打ち上げられた宇宙探査機である。火星近傍を通過したり、火星周回軌道に投入されたり、火星に着陸したりして探査を行う。火星表面で自走して探査する車両はマーズ・ローバーと呼ばれ、2021年2月19日に火星に着陸した。

## 火星探査のためのローンチウィンドウ
地球と火星の軌道位置の関係から、火星探査のために打上げエネルギーが少なくてすむローンチウィンドウは、約2.135年（780日）間隔となる。このウィンドウは約1ヶ月の期間となる。火星探査ミッションが2年おきに実施されているのはこの理由から来ている。2011年11月の次のウィンドウは、2014年1月になる。

## 火星に着陸した探査機

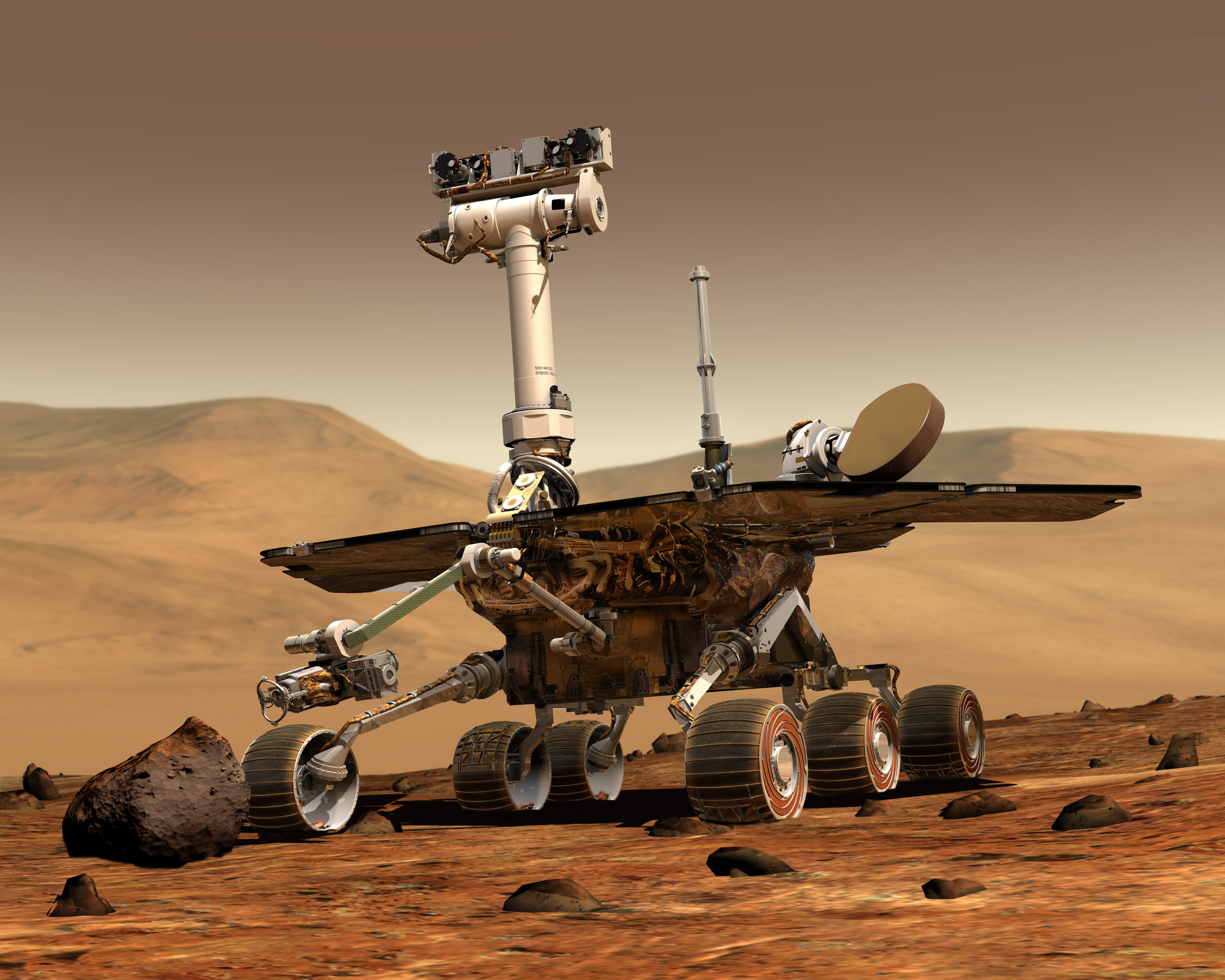
マーズ・エクスプロレーション・ローバー

初めて火星に着陸した探査機は、1973年に当時のソビエト連邦が打ち上げたマルス3号。しかし着陸後、20秒で信号が途絶えた。これに続くマルス6号も着陸1秒後に信号が途絶えた。
本格的な探査に成功したのは、1976年にアメリカ合衆国が打ち上げたバイキング1号。その後、バイキング計画のバイキング2号も着陸に成功し、火星表面の映像を地球に電送しました。
1997年にはマーズ・パスファインダーが着陸し、「ソジャーナ」と名づけられたローバー（自走ロボット）が岩石などを採取した。
2004年1月に、火星探査車スピリットとオポチュニティが着陸に成功した。
2008年5月にフェニックスが着陸した。
2012年8月6日にマーズ・サイエンス・ラボラトリー搭載のキュリオシティが着陸した。
2018年11月26日にインサイトが着陸した。
2021年2月18日にマーズ2020「パーサヴィアランス」が着陸した。
2021年5月15日に天問一号「祝融号」が着陸した。

## 火星探査機の一覧

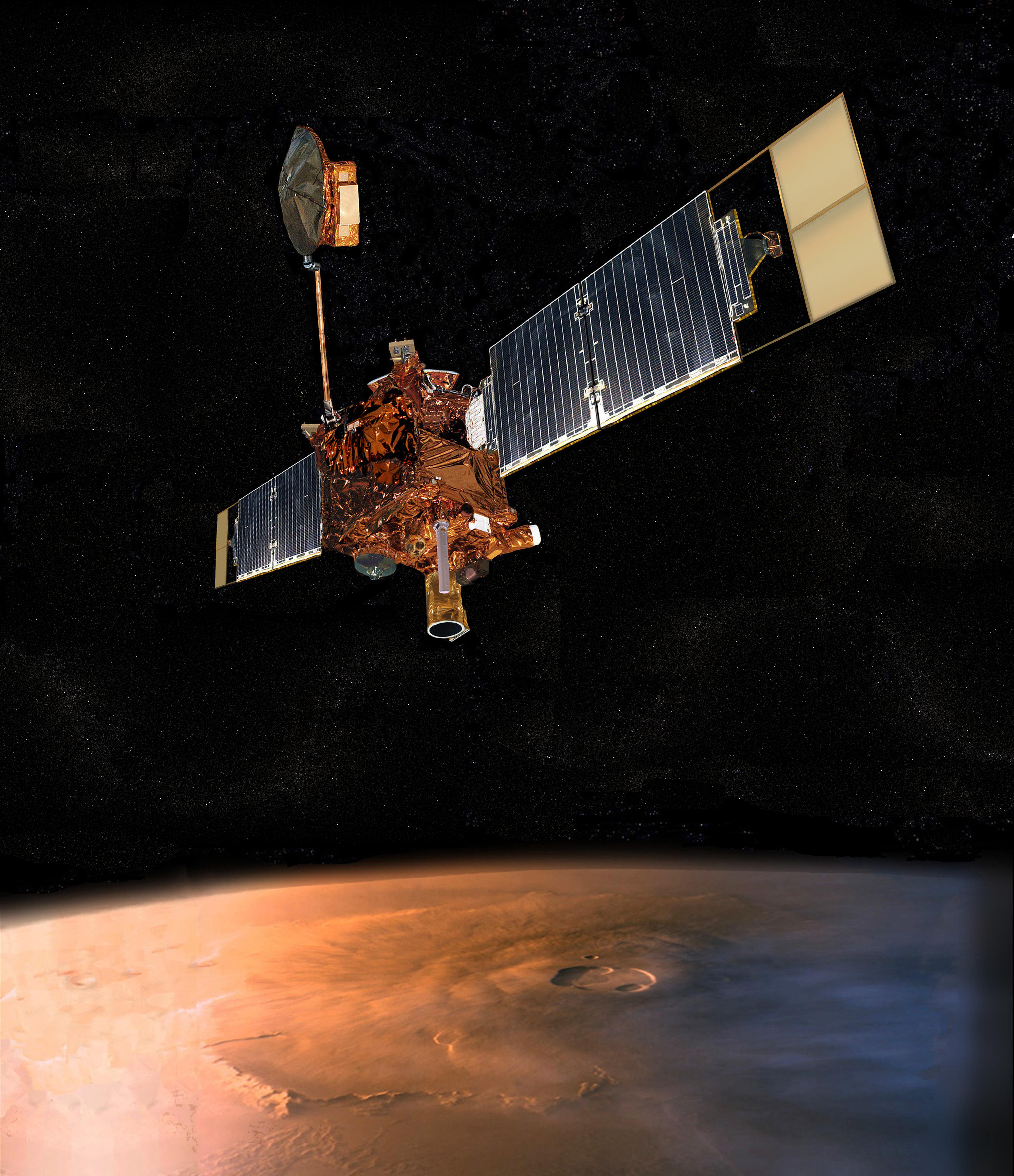
マーズ・グローバル・サーベイヤー

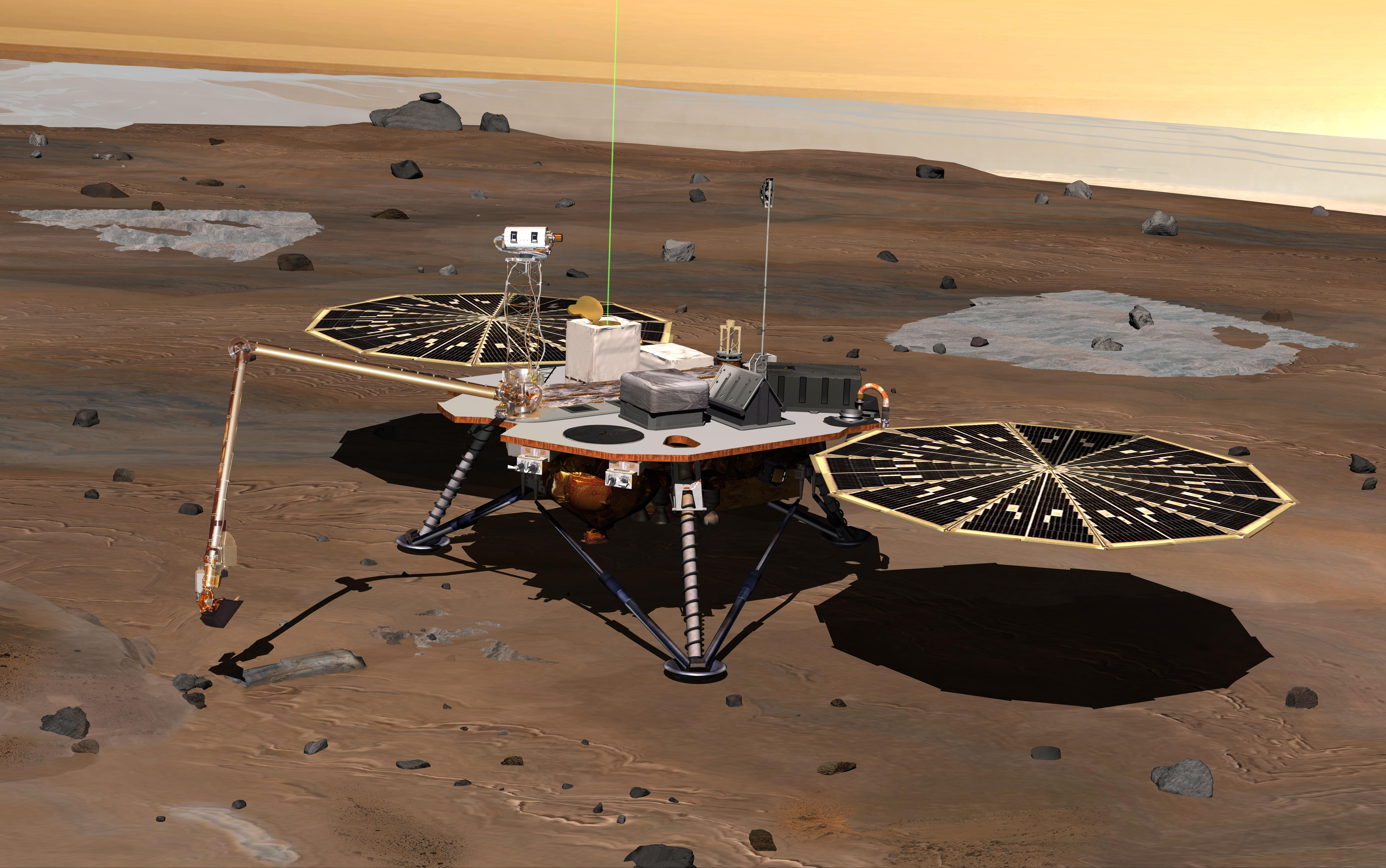
フェニックス

### ソビエト連邦 / ロシア
- 打ち上げ失敗など
  - 命名無し - 1960年10月10日
  - 命名無し - 1960年10月14日
  - 命名無し - 1962年10月24日打ち上げ、地球軌道上で爆発。
  - 命名無し - 1962年11月4日
  - 命名無し - 1969年3月27日
  - 命名無し - 1969年4月2日
  - コスモス419号 - 1971年5月10日
- ゾンド計画
  - ゾンド2号 - 1964年11月30日打ち上げ、火星に向かうが通信途絶。
- マルス計画
  - マルス1号 - 1962年11月1日打ち上げ、火星へ向かうが通信途絶。1963年6月19日に火星から 19万3000 kmを通過と推定。
  - マルス2号 - 1971年5月19日打ち上げ、11月27日にマリナー9号に次いで火星周回軌道に入る。着陸機を投下するが墜落。しかし火星に到達した最初の人工物となった。
  - マルス3号 - 1971年5月28日打ち上げ、12月2日に火星周回軌道に入る。着陸機を投下して初めて着陸に成功。しかし砂嵐が起こっており、着陸後20秒で通信途絶した。
  - マルス4号 - 1973年7月21日打ち上げ、火星周回軌道投入に失敗し、1974年2月1日に火星から 2200 kmを通過。
  - マルス5号 - 1973年7月25日打ち上げ、1974年2月12日に火星周回軌道に入るが、直後に通信途絶した。
  - マルス6号 - 1973年8月5日打ち上げ、1974年3月12日に火星周回軌道に入る。着陸機の軟着陸に成功したが1秒で通信途絶。
  - マルス7号 - 1973年8月9日打ち上げ、6号より早く1974年3月9日に火星に到達したが周回軌道投入に失敗。接近時に着陸機を投下したが、到達できなかった。
- フォボス計画
  - フォボス1号 - 1988年7月7日打ち上げ、火星に向かうが9月2日に通信途絶。
  - フォボス2号 - 1988年7月12日打ち上げ、1989年1月29日に火星周回軌道に入る。火星の太陽面の反対から酸素が流出していることを発見したが、衛星フォボスの調査はならず、3月27日に通信途絶。
- マルス96 - 1996年11月16日- プロトンロケットの4段のトラブルで打ち上げに失敗。
- フォボス・グルント - 2011年11月9日、中華人民共和国の蛍火1号と共に打ち上げられたが、地球軌道離脱に失敗。

### アメリカ合衆国
- マリナー計画
  - マリナー3号 - 1964年11月15日打ち上げ失敗。
  - マリナー4号 - 1964年11月28日打ち上げ、1965年7月14日に火星から 9600 kmの地点を通過。表面を初めて接近撮影し、写真22枚を送信した。
  - マリナー6号 - 1969年2月24日打ち上げ、7月31日に火星から 3550 kmの地点を通過。表面写真74枚を送信した。
  - マリナー7号 - 1969年3月27日打ち上げ、8月4日に火星から 3550 kmの地点を通過。表面写真126枚を送信した。
  - マリナー8号 - 1971年5月8日打ち上げ失敗。
  - マリナー9号 - 1971年5月30日打ち上げ、11月13日に世界で初めて火星周回軌道に入る。1972年8月まで火星表面の70パーセントを撮影した。
- バイキング計画
  - バイキング1号 - 1975年8月20日打ち上げ、1976年6月19日に火星周回軌道に入る。7月20日に着陸機が火星に軟着陸し、火星地表の鮮明な写真を送信した。本体は1980年8月まで、着陸機は1982年11月まで稼動した。
  - バイキング2号 - 1975年9月9日打ち上げ、1976年8月7日に周回軌道に入る。着陸機は9月3日に軟着陸に成功。本体は1978年7月まで、着陸機は1980年4月まで稼動した。
- マーズ・オブザーバー
  - 1992年9月25日打ち上げ、1993年8月21日に燃料逆流から爆発し通信途絶。
- マーズ・グローバル・サーベイヤー
  - 1996年11月7日打ち上げ、1997年9月12日に火星周回軌道に入る。火星の詳細な地図の製作に成功した。2006年11月2日太陽電池パネルに異常が起こり通信が途絶えた。
- マーズ・パスファインダー
  - 1996年12月4日打ち上げ、1997年7月4日に着陸機「ソジャーナ」の軟着陸に成功した。ソジャーナは1997年9月27日まで探査を行い、地表の映像と地質データを送信した。
- マーズ・クライメイト・オービター
  - 1998年12月11日打ち上げ、1999年9月23日に火星に到達したが軌道投入に失敗。そのまま火星表面に墜落した。
- マーズ・ポーラー・ランダー
  - 1999年1月3日打ち上げ、12月3日に火星に到達したが、着陸に失敗した。
- ディープ・スペース2号
  - マーズ・ポーラー・ランダーに搭載して打ち上げられて火星に到着したが、データは送られて来なかった。
- 2001マーズ・オデッセイ
  - 2001年4月7日打ち上げ、10月24日に周回軌道に入り、2012年時点も観測を継続中。
- マーズ・エクスプロレーション・ローバー (MER)
  - MER-A「スピリット」 - 2003年6月10日打ち上げ、2004年1月3日に火星表面に着陸した。2011年4月にミッション終了を宣言。
  - MER-B「オポチュニティ」 - 2003年7月7日打ち上げ、2004年1月24日に火星表面に着陸した。2018年6月13日にNASAのジェット推進研究所が、大砂嵐で太陽光が遮られたためにバッテリー残量が低下して休眠状態に入り、米国時間の10日午前を最後に通信が途絶えたと発表。
- マーズ・リコネッサンス・オービター
  - 2005年8月12日に打ち上げられ、2006年3月10日に火星の周回軌道に到達した。2011年現在も観測を継続中。
- フェニックス
  - 2007年8月4日打ち上げ。2008年5月25日、火星の北極地域に着陸した。火星の冬の到来の影響でバッテリー機能が低下、2008年11月2日を最後に通信途絶。NASAは「活動を再開できる可能性はきわめて低い」と事実上の活動停止を表明。
- ドーン
  - 2007年9月27日打ち上げ、2009年2月に火星スイングバイ。探査目標は小惑星ベスタと準惑星ケレス。
- マーズ・サイエンス・ラボラトリー
  - 2011年11月26日打ち上げ。2012年8月6日に、愛称「キュリオシティ」と名付けられたローバーを火星表面に軟着陸させた。
- MAVEN
  - 2013年11月18日打ち上げ。2014年9月21日に火星周回軌道に到達。マーズ・スカウト）ミッションの2番目に当たる。火星周回軌道から火星の大気について調査する。
- インサイト
  - 2018年5月5日打ち上げ。ディスカバリー計画の一つとして行われ、火星表面に着陸し、火星の地下について探査する。
- マーズ2020「パーサヴィアランス」
  - 2020年7月30日、ケープカナベラル空軍基地から打ち上げられ、2021年2月18日に火星に着陸した。火星の生命痕跡調査が目的[1]。

計画中
- マーズ・サンプルリターン・ミッション
  - 欧州宇宙機関 (ESA) との共同ミッションで2020年代を予定。

計画中止
- マーズ・サイエンス・アンド・テレコミュニケーション・オービター (MTO)
  - 2009年頃の打上げを目指していた火星用のデータ中継衛星であるが、2005年7月にキャンセルされた。
- アストロバイオロジー・フィールド・ラボラトリー
  - 2016年頃の打上げを計画していたが、予算面での問題によりキャンセル。

### 中華人民共和国
- 蛍火1号 - 2011年11月9日、ロシアのフォボス・グルントに相乗りする形で打ち上げられたが、地球周回軌道離脱に失敗。
- 天問1号 - 2020年7月23日、海南省の文昌航天ロケット発射場から長征5号により打ち上げられ、2021年2月10日20時頃 (CST) - 火星周回軌道投入、5月15日午前-火星への軟着陸に成功し、探査車「祝融」で、火星表面の気候や土壌などを調査する予定である[2]。

計画中
- 上記の「天問1号」に続き、2028年にも火星探査機を送り込む計画が2018年に明らかにされている[3]。

### 日本
- のぞみ (PLANET-B) - 1998年7月4日打ち上げ、2003年7月9日を最後に通信途絶、12月9日に火星軌道投入を断念。12月14日に火星から 1000 km地点を通過したとみられる。

計画中
- PLANET-X：次期火星探査計画 MELOS（2機のオービタとランダーによる気象、大気散逸、固体についての火星総合探査）
- 火星衛星探査計画 (MMX)

### 欧州宇宙機関
- マーズ・エクスプレス - 2003年6月2日打ち上げ、12月25日に火星周回軌道に入る。同日に着陸機「ビーグル2」を投入したが通信途絶した。母船のマーズ・エクスプレス・オービタの方は2011年現在も観測中。
- ロゼッタ - 2004年3月2日打ち上げ、2007年2月25日に火星から 250 kmを通過。探査目標は小惑星シュテインス、ルテティアとチュリュモフ・ゲラシメンコ彗星。

計画中
- エクソマーズ - 2016年にオービタとランダーを打上げ予定。2018年にローバーを打上げ予定。当初はNASAとの共同ミッションであったがNASAが撤退したため、ロシア宇宙庁と協定を結んだ。プロトンでの打ち上げを予定している[4]。

### フィンランド
計画中
- マーズ・メットネット - 2014年以降に複数の探査機を打ち上げ予定。

### インド
- マーズ・オービター・ミッション - 2013年11月5日にPSLV-XLロケットで打上げられた[5][6]。通称「マンガルヤーン」。2013年12月1日に地球軌道を脱出して、2014年9月24日に火星周回軌道への投入に成功した[7][8]。

### アラブ首長国連邦
- アル・アマル - 2014年10月20日、2021年までに火星にオービターを送る計画を発表した[9]。2020年7月20日、日本のH-IIAロケットにより種子島宇宙センターより打ち上げられ、火星への飛行機道に乗った[10]。